# Josef Barth (poslanec Říšské rady)

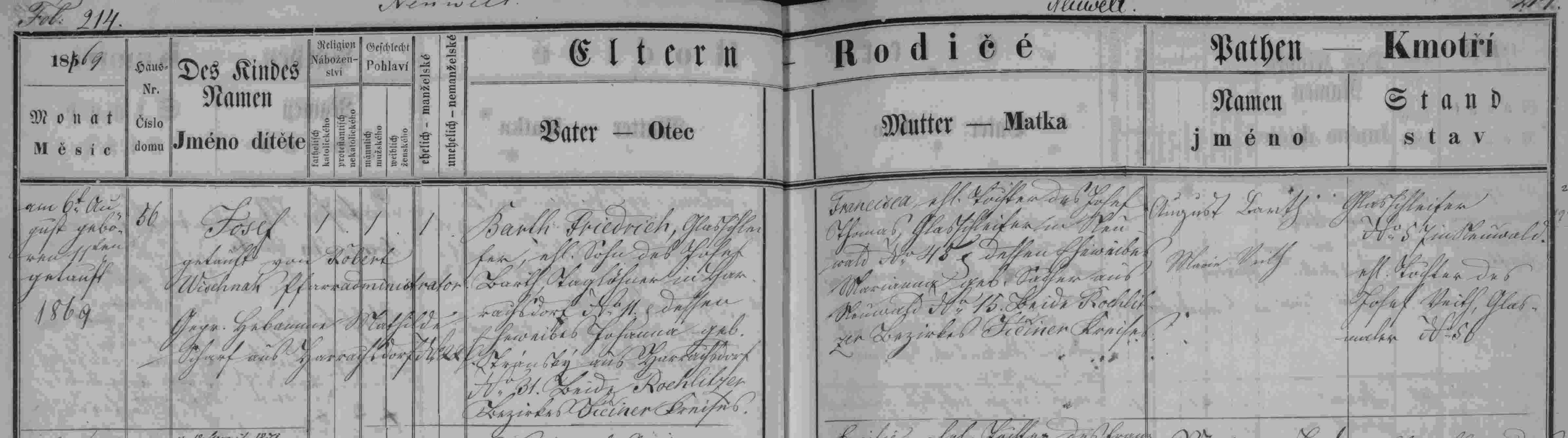
matriční zápis o narození a křtu Josefa Batha (matrika N 1859-1883 Harrachov, Nový Svět (SOA Zámrsk))

Josef Barth (6. srpna 1869 Nový Svět – 19. května 1910 Jablonec nad Nisou), byl rakouský a český novinář a politik německé národnosti, na počátku 20. století sociálně demokratický poslanec Říšské rady.

## Biografie

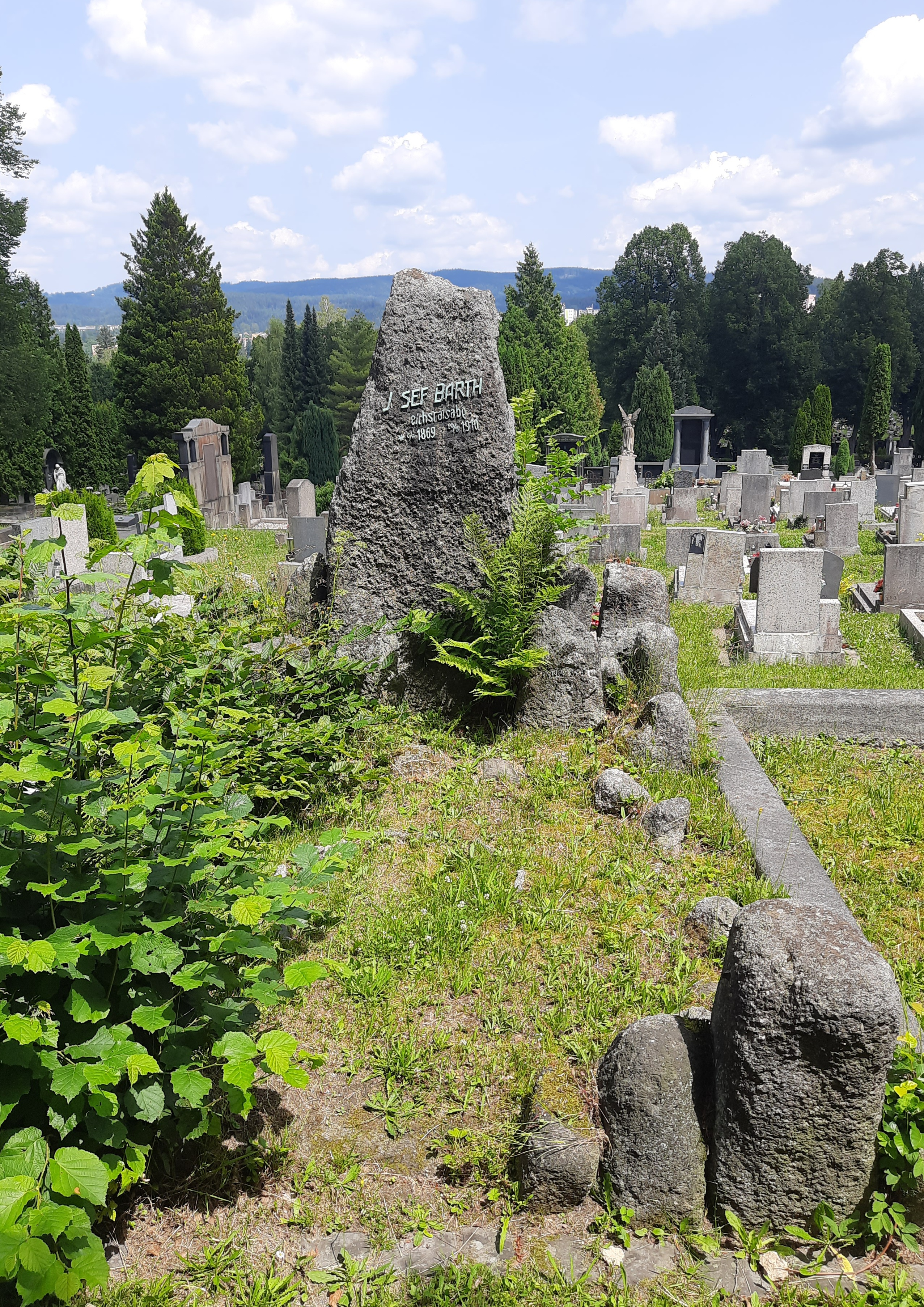
Hrob J. Bartha na Městském hřbitově v Jablonci nad Nisou

Profesí byl brusičem skla, později redaktorem dělnického tisku.
Na počátku století se zapojil i do celostátní politiky. Ve volbách do Říšské rady roku 1907, konaných poprvé podle rovného volebního práva, získal mandát v Říšské radě (celostátní zákonodárný sbor) za volební obvod Čechy 104. Zasedal zde až do své smrti roku 1910. Pak ho po doplňovací volbě ve vídeňském parlamentu nahradil Adolf Glöckner.
Zemřel na tuberkulózu 19. května 1910. Pohřben byl na Městském hřbitově v Jablonci nad Nisou.